# تشاي شي را
تشاي شي را (هانغل: 채시라; هانجا: 蔡時那) هي ممثلة كورية جنوبية. ولدت في 25 يونيو 1968 في سيول، كوريا الجنوبية. بدأت تشاي مهنتها التمثيلية منذ عام 1990 في مسلسل تلفزيوني عيون الفجر [الإنجليزية]، وتعتبر واحدة من رواد التمثيل في كوريا الجنوبية، كونها ايضاً ممثلة مخضرمة لتلممثلينرة إلى جانب ممثلين مثل كيم هي أي وها هي را وتشوي جين سيل. 

## روابط خارجية
- تشاي شي را على موقع IMDb (الإنجليزية)
- تشاي شي را على موقع قاعدة بيانات الفيلم (الإنجليزية)
- تشاي شي را على موقع كينوبويسك (الروسية)